# Colopea laeta
Espèce
Synonymes
- Metronax laetus Thorell, 1895

Colopea laeta est une espèce d'araignées aranéomorphes de la famille des Stenochilidae.

## Distribution
Cette espèce se rencontre en Birmanie et en Thaïlande.

## Description
Le juvénile holotype mesure 4,25 mm.
Le mâle décrit par Lehtinen en 1982 mesure 4,7 mm et la femelle 7,6 mm.

## Systématique et taxinomie
Cette espèce a été décrite sous le protonyme Metronax laetus par Thorell en 1895. Elle est placée en synonymie avec Colopea pusilla par Platnick et Shadab en 1974. Elle est relevée de synonymie dans le genre Colopea par Lehtinen en 1982.

## Publication originale
- Thorell, 1895 : Descriptive catalogue of the spiders of Burma. London, p. 1-406 (texte intégral).